# MGM-29 Sergeant

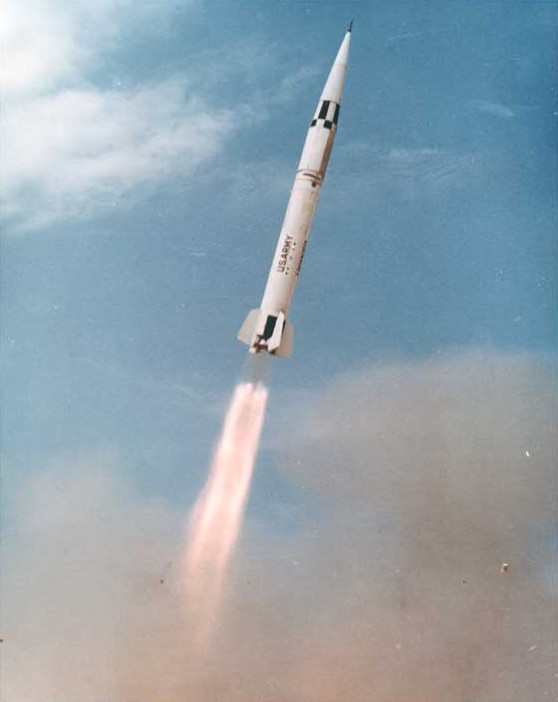
Um MGM-29 Sergeant em voo.

O MGM-29 Sergeant foi um míssil terra-terra de curto alcance movido a combustível sólido, desenvolvido pelo Jet Propulsion Laboratory. Entrou na ativa no Exército Americano em 1962 para substituir o MGM-5 Corporal. Ele foi usado fora dos Estados Unidos a partir de 1963, carregado com dispositivos nucleares como o W52 ou explosivos. Foi substituído pelo MGM-52 Lance, e a última unidade equipada com ele foi desativada em 1977.
A operação do míssil Sergeant, é tida como um estágio intermediário no desenvolvimento dos modernos mísseis de batalha. Ele evitava os problemas de manipulação de combustíveis líquidos do MGM-5 Corporal, mas no entanto, ainda requeria preparativos e verificações consideráveis antes do lançamento, além de um conjunto pesado de veículos de suporte.
Mísseis mais avançados, como os que surgiram depois: Blue Water e Lance, reduziram esse tempo de preparação.